# Christophe Plé
Christophe Ple (né en 1966) est un ancien skieur alpin français.

## Coupe du Monde
- Meilleur classement final: 20e en 1988.
- Meilleur résultat: 2e.